# Emilio Ponzio Vaglia
Emilio Giuseppe Giacomo Gaetano Ponzio Vaglia (Torino, 5 dicembre 1831 – Roma, 29 dicembre 1912) è stato un generale e politico italiano.

## Biografia
Nacque a Torino il 5 dicembre 1831, figlio di Giuseppe e Eugenia Arnulfi. Arruolatosi nell'Armata Sarda, dal 14 novembre 1845 iniziò a frequentare la Regia Accademia Militare di Torino da cui uscì il 1 ottobre 1849 con il grado di sottotenente assegnato all'artiglieria. Fu promosso tenente l'11 agosto 1851, e l'anno successivo si distinse per il comportamento tenuto in occasione dello scoppio della polveriera di borgo Doria a Torino, avvenuto il 26 aprile 1852, tanto da essere poi insignito della medaglia di bronzo al valor militare.
Tra il 1855 e il 1856, insieme all'amico Fiorenzo Bava Beccaris, combatte in Crimea con il Corpo di spedizione sardo. Promosso capitano il 13 marzo 1859, in quell'anno partecipò alla seconda guerra d'indipendenza italiana. Il 31 dicembre 1861 fu promosso maggiore, e nel 1862 divenne membro del comitato d'artiglieria. Nel 1866 combatte nella terza guerra d'indipendenza italiana come comandante di una Brigata d'artiglieria a cavallo, insignito di una menzione onorevole, il 24 giugno prese parte alla battaglia di Custoza dove si meritò la Croce di Cavaliere dell'Ordine militare di Savoia. Il 2 maggio 1868 sposò la signorina Maria Luisa Francesca Rogier, con la quale ebbe quattro figli, Roberto, Bianca, Giorgia e Olga.
Nominato Vicecomandante della Scuola di applicazione di artiglieria e genio il 19 aprile 1869, fu promosso tenente colonnello il 1 giugno 1871. Comandante del 12º Reggimento artiglieria da campagna dal 6 maggio 1875, il 23 dicembre dello stesso anno fu nominato colonnello, e il 9 giugno 1877 divenne comandante del 7º Reggimento artiglieria da campagna. Il 14 luglio 1881 assunse il comando dell'artiglieria territoriale di Piacenza, e il 27 aprile 1882, promosso colonnello brigadiere, ebbe il comando della Brigata Pistoia, venendo promosso maggior generale il 1 giugno 1882. Nell'agosto dello stesso anno fu inviato presso la corte dello zar Alessandro III in occasione delle grandi manovre dell'Esercito Imperiale Russo.
Aiutante di campo generale effettivo di S.M. il Re Umberto I, di cui godeva della massima fiducia, dal 4 ottobre 1883, assunse il comando della Divisione militare di Firenze il 6 marzo 1887, e il 10 dello stesso mese divenne Aiutante di campo generale onorario. Tenente generale dal 2 ottobre 1887, assunse il comando dell'XI Corpo d'armata l'11 dicembre 1892, e dal 26 gennaio 1893 al 15 dicembre 1899 fu Primo Aiutante di Campo Effettivo del Re. Il 2 gennaio 1894 fu nominato Ministro facente funzioni della Real Casa, divenendo effettivo dal 10 al 16 dicembre 1899. Fu, insieme a Felice Avogadro di Quinto,  fra gli ufficiali che, il 29 luglio 1900 a Monza, accompagnavano re Umberto I sulla carrozza sulla quale il re venne colpito a morte dall'anarchico Gaetano Bresci: Umberto morì fra le sue braccia appena dopo che il re fu trasportato alla Villa Reale. Investito dalle polemiche per non aver protetto con il proprio corpo re Umberto I come aveva invece fatto Benedetto Cairoli in occasione dell’attentato di Giovanni Passannante a Napoli nell'autunno del 1878, fu riconfermato nell'incarico dal nuovo monarca, Vittorio Emanuele III, divenendo poi Ministro di Stato, incarico che ricoprì fino al 1909, quando si dimise per limiti d'età. Fu Senatore del Regno d'Italia dal 25 ottobre 1896 alla data della sua morte, avvenuta a Roma il 29 dicembre 1912.